# 比兹讷耶
比兹讷耶（法語：Bizeneuille，法語發音：[biznœj]）是法国阿列省的一个市镇，位于该省西部，属于蒙吕松区。

## 地理
比兹讷耶（46°24'28"N, 2°44'14"E）面积29.75 平方千米，位于法国奥弗涅-罗讷-阿尔卑斯大区阿列省，该省份为法国中部省份，北起涅夫勒省、西北接谢尔省，西南至克勒兹省，南至多姆山省，东南临卢瓦尔省，东临索恩-卢瓦尔省。
与比兹讷耶接壤的市镇（或旧市镇、城区）包括：德讷耶莱米讷、圣昂热勒、索瓦尼、韦尔内、上博卡日。

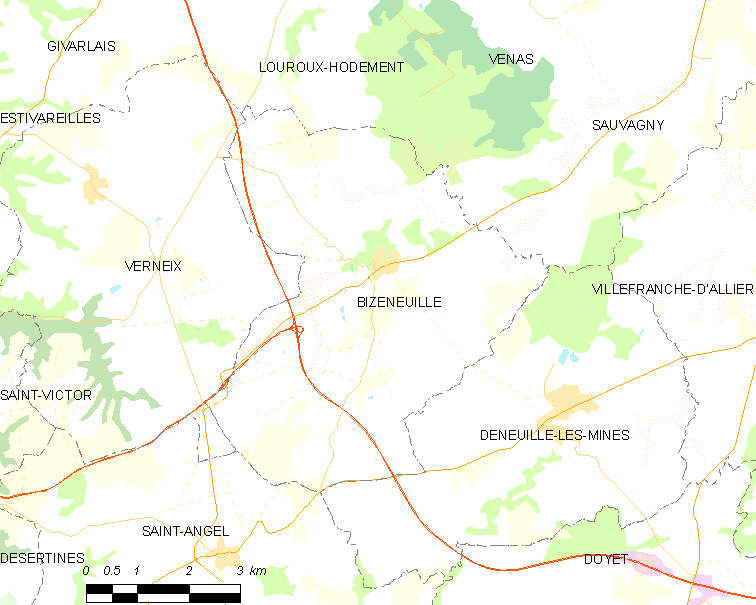
比兹讷耶的OSM定位图

比兹讷耶的时区为UTC+01:00、UTC+02:00（夏令时）。

## 行政
比兹讷耶的邮政编码为03170，INSEE市镇编码为03031。

## 政治
比兹讷耶所属的省级选区为于列勒县。

## 人口

1962-2008年间比兹讷耶人口变化图示

比兹讷耶于2022年1月1日时的人口数量为300人。